# 后藤同盘吸虫
后藤同盘吸虫（学名：Paramphistomum gotoi）为同盘科同盘属的动物。分布于日本以及中国大陆的福建、浙江、江西、四川等地，营寄生生活，终末宿主黄牛、水牛、山羊的瘤胃。